# Estação Senador Camará
Senador Camará é uma estação de trem da Zona Oeste do Rio de Janeiro. Pertence ao Ramal de Santa Cruz, operado pela Supervia.

## História

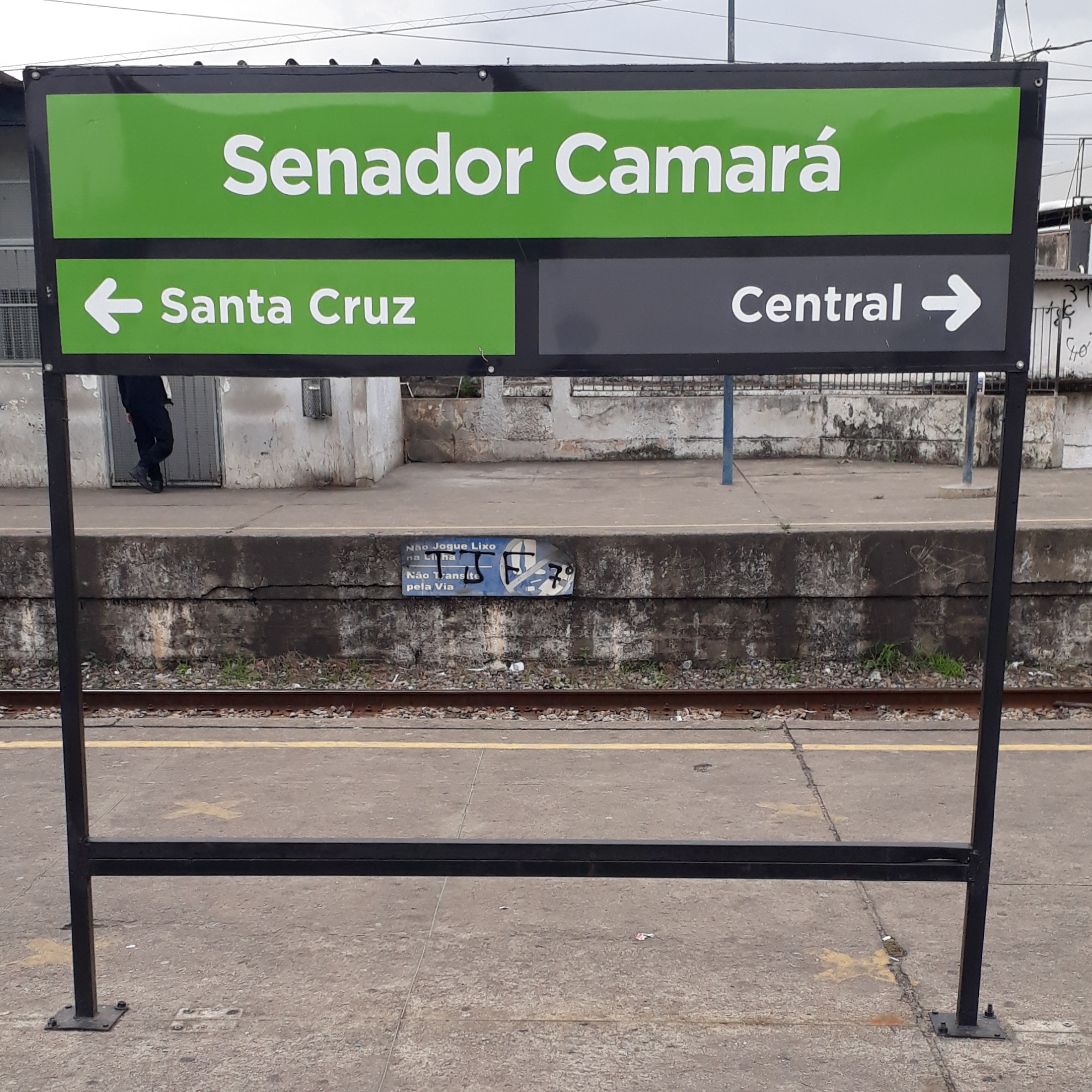
Placa Senador Camará

A Estação de Senador Camará foi aberta em 1923. O nome homenageia o antigo Senador Otacílio de Carvalho Camará, morador no bairro de Santa Cruz. Hoje é uma estação dos trens metropolitanos da Supervias.
O ramal foi inaugurado em 1878, partindo da Estação de Deodoro (antes Sapopemba) até o distante subúrbio de Santa Cruz. Receberia outras denominações como Ramal de Angra e, posteriormente, como Ramal de Mangaratiba. Em 1911, foi prolongado até Itaguaí, mais tarde, em 1914, chegou a Mangaratiba, de onde deveria ser prolongado até alcançar Angra dos Reis, onde, se encontraria com a E. F. Oeste de Minas que, em 1928, havia atingido Angra com sua linha vinda de Barra Mansa. Esse encontro nunca aconteceu, e o ramal, com trechos belíssimos próximo ao mar, transportou passageiros ao longo da praia, em toda a sua extensão até sua desativação em 1982. Antes disso, em 1973, uma variante construída pela RFFSA e que partia de um ponto próximo à Estação de Japeri, na Linha do Centro, permitia que trens com minério alcançassem o porto de Guaíba, próximo a Mangaratiba, encontrando o velho ramal na altura da parada Brisamar. 
A variante, entretanto, deixava de coincidir com o ramal na altura da ponta de Santo Antonio, onde desviava para o porto; com isso, em 30 de junho de 1983, o trecho original entre esse local e Mangaratiba foi erradicado e os trens passaram a circular somente entre Deodoro e Santa Cruz o que acontece atualmente, o trecho entre Santa Cruz e Brisamar está abandonado e o restante, Brisamar-porto, é utilizado pelos trens que transportam minério.

## Plataformas
Plataforma 1A: Sentidos Santa Cruz
Plataforma 2B: Sentido Central do Brasil